# Paduniella tigridis
Paduniella tigridis är en nattsländeart som beskrevs av Malicky och Chantaramongkol 1993. Paduniella tigridis ingår i släktet Paduniella och familjen tunnelnattsländor. Inga underarter finns listade i Catalogue of Life.